# Erika Hess
Erika Hess (n. 6 martie 1962, Wolfenschiessen, Cantonul Nidwald, Elveția) este o schioară alpină ce a reprezentat Elveția, medaliată olimpică. A participat la 2 ediții ale Jocurilor Olimpice (1980, 1984) în care a câștigat o medalie de bronz.